# Világháború
A világháború olyan katonai konfliktus, amely a világ több országát érinti, a hadműveletek egyidejűleg több kontinensre és óceánra kiterjednek. A világháborúk számos katonai és civil áldozattal járnak a részt vevő nemzetek számára.

## Értelmezése

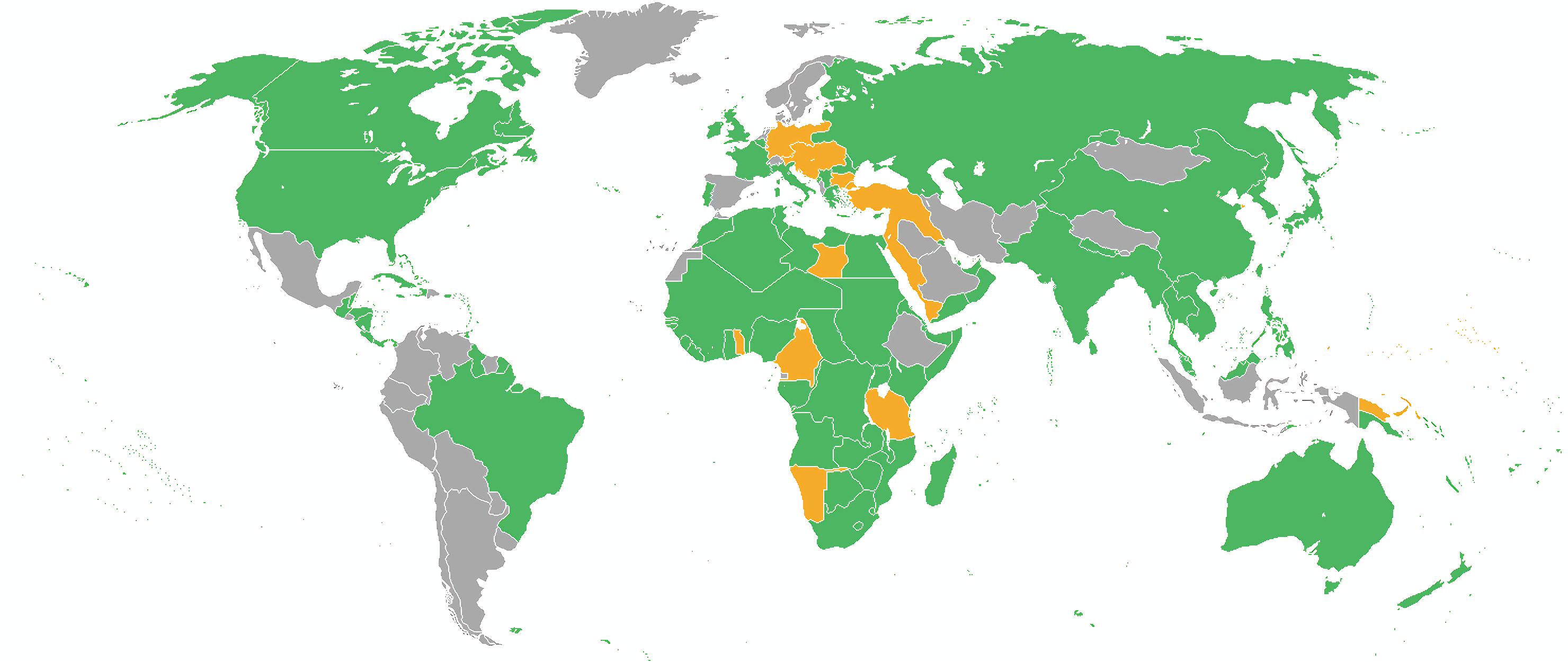
Az első világháborúban részt vett országok. Zöld az Antant, narancs a központi hatalmak, szürke a semleges országok

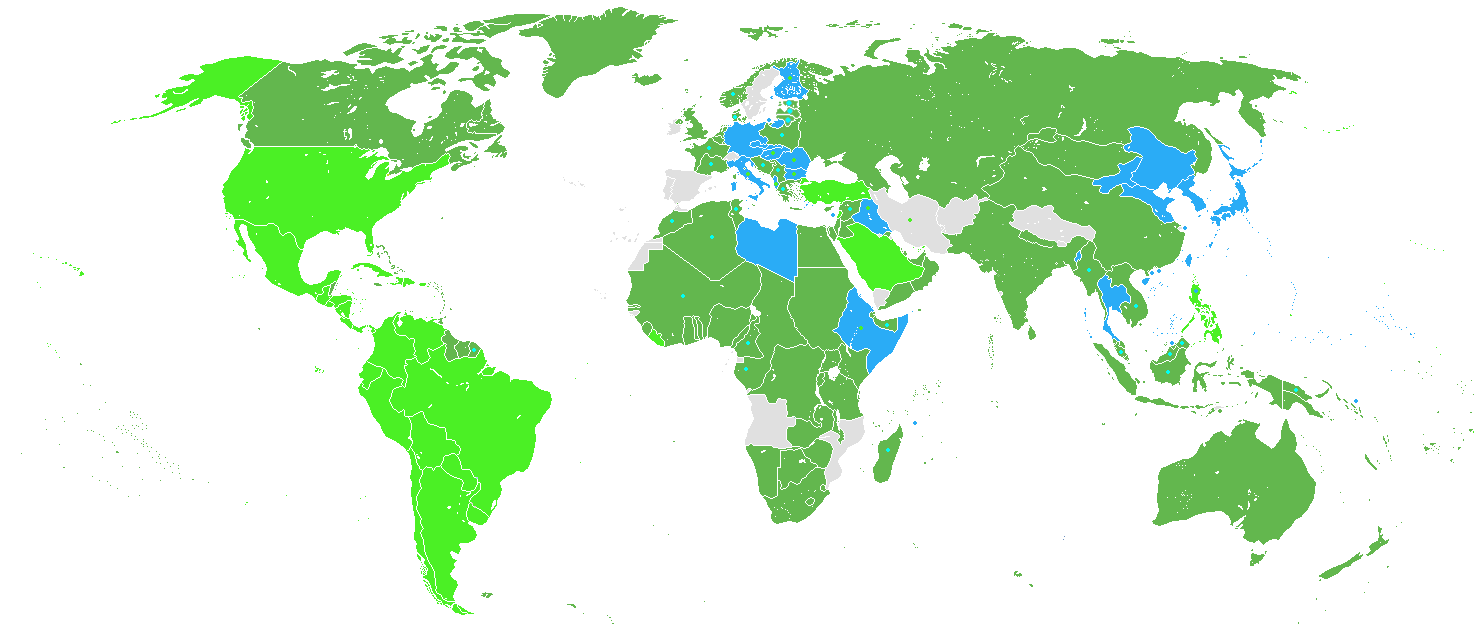
A második világháborúban részt vett országok. Zöld a szövetségesek; a világoszöld azok a szövetségesek, akik a Pearl Harbor-i támadást követően léptek be a háborúba; kék a tengelyhatalmak; szürke a semleges országok

A kifejezés általában az első világháborúra (1914–1918) és a második világháborúra (1939–1945) vonatkozik. Ezekben valamilyen formában majdnem az összes ország részt vett, különösen a gyarmatosító birodalmak (Egyesült Királyság, Franciaország, Németország, Olaszország és Japán), valamint a két szuperhatalom, (Egyesült Államok és a Szovjetunió).
Egyesek a korábban lezajlott nagyobb konfliktusokat is világháborúknak tekintik, beleértve a hétéves háborút (1756–1763). Winston Churchill az „első világháború”-nak tekinti könyvében a francia forradalmat (1792–1802) és a napóleoni háborúkat (1803–1815).
Egyesek a világháború kifejezést más értelemben használják: A „harmadik világháború” kifejezés a feltételezett nukleáris háborúra utal a Szovjetunió és az Egyesült Államok között. Ugyancsak a „III. világháború” utalhat még a hidegháborúra (1945–1990) vagy a terrorizmus elleni háborúra is. Elliot Cohen professzor a terrorizmus elleni háborút IV. világháborúnak nevezi. A közös megegyezés mégis az, hogy csak két világháború volt ezidáig.
Az I. világháború befejezése után („a háború, amely megszüntet minden háborút”) megalakult a Népszövetség, hogy megakadályozza a hasonló konfliktusokat. A Népszövetség összeomlott a II. világháború kitörésekor, ami után 1945-ben megalakult az Egyesült Nemzetek Szervezete.